# オオハンゴンソウ属
オオハンゴンソウ属（オオハンゴンソウそく、学名： Rudbeckia）は、キク科であり、学名よりルドベキア属、ルドベキアとも呼ばれる。原産は北アメリカ大陸。

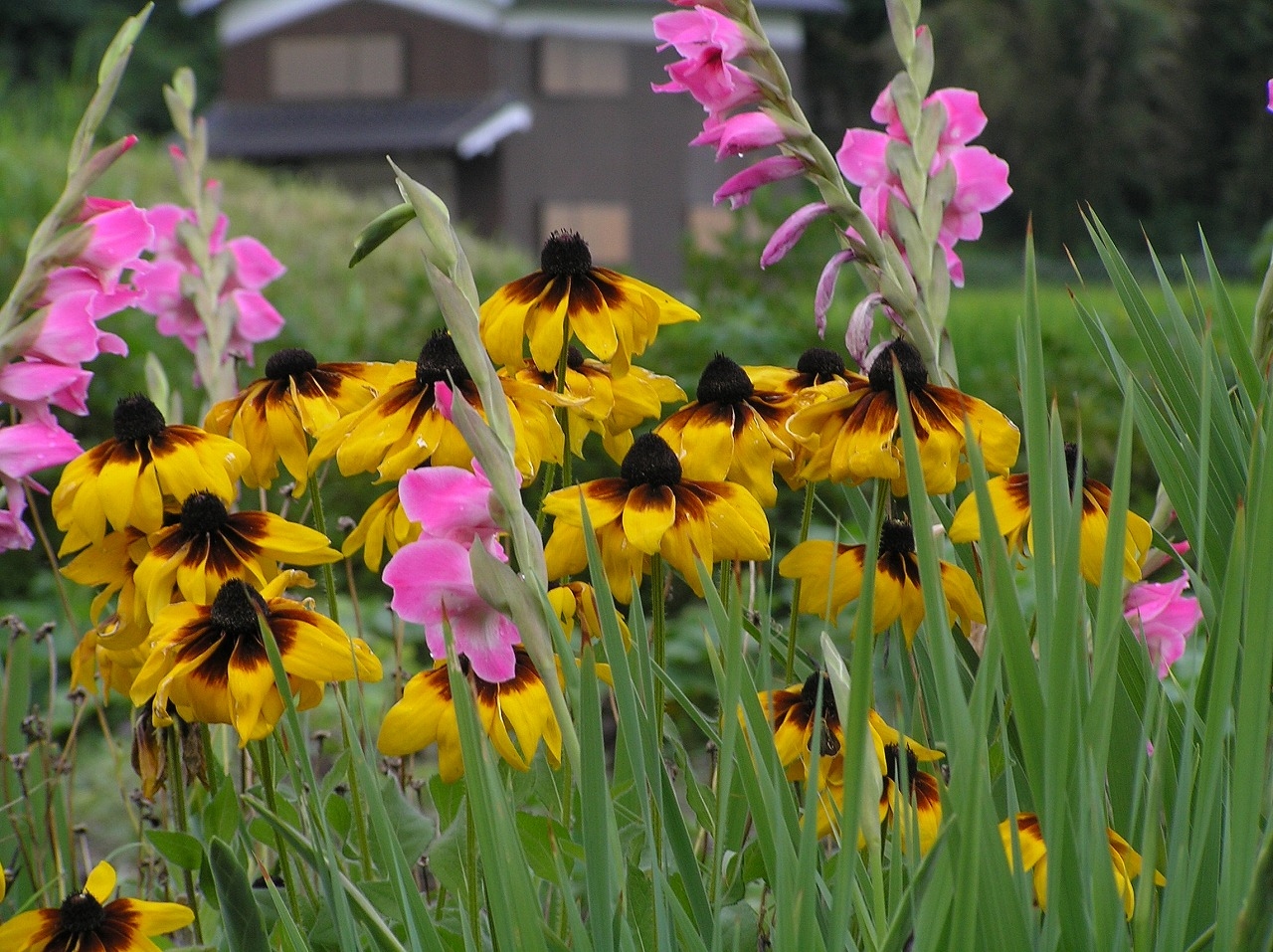
グラジオラスとオオハンゴンソウ属の1種

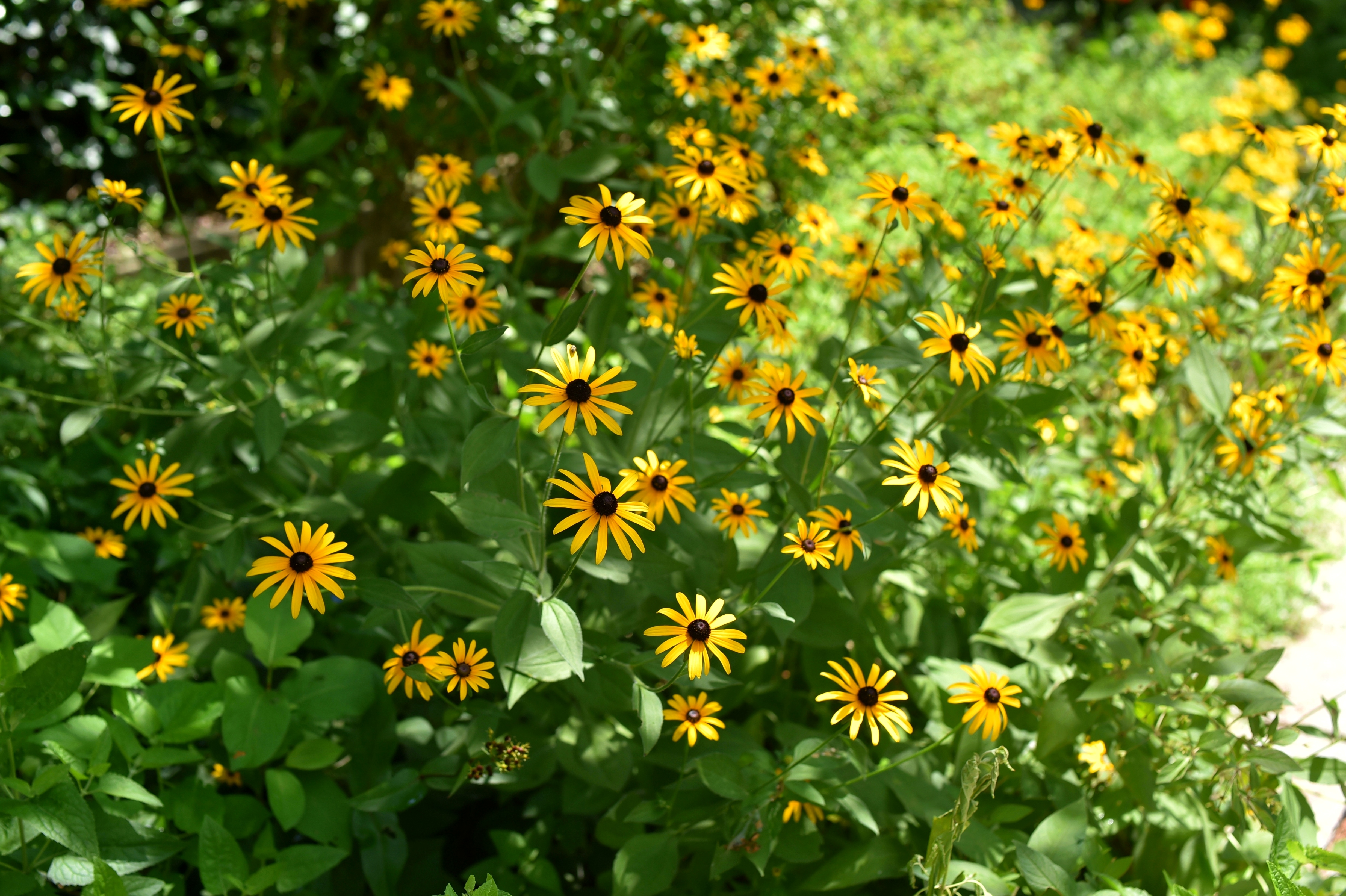
ルドベキア・フルギダ（水戸市植物公園）

## 概要
開花時期は夏～秋。
北米に15種ほどの自生種があり、ほとんどが多年草である。学名はカール・フォン・リンネにより、彼のウプサラ大学での師であるオロフ・ルドベック（Olof Rudbeck the Younger）にちなんで命名された。また、黒い瞳のスーザン（black-eyed-susan）という愛称で呼ばれることもある。
根生葉（ロゼット）には柄があり、へら形で長い。草丈は1〜1.5mくらいになり、花は大きいものでは直径20cm以上になる。一重咲きの他に、見事な八重咲きもある。多年草で非常に繁殖力旺盛な草花であるため、中部山岳地帯や北関東以北を中心に帰化し、今や邪魔者になっているところもある。特にオオハンゴンソウは特定外来生物に指定されている。
オオハンゴンソウ Rudbeckia laciniata は明治中期に観賞用に導入され、日本に自生するハンゴンソウ Senecio cannabifolius に葉の様子が似ていて、背丈が大きいことから命名された。
90年代から多く栽培されるようになった矮性種は、和名をアラゲハンゴンソウという R. hirta の改良種で、品種名をグロリオサ・デージー　(Gloriosa daisy) という。草丈は40〜50cm。本来は多年草だが、耐寒性一年草として扱われている。全体に梳毛があり、開花期が長い。花径は5cm位だが、多花性である。